# Walter Fritsch (Politiker)
Walter Fritsch (* 10. Juni 1922 in Bernried (Niederbayern); † 7. Januar 1991 in Deggendorf) war ein deutscher Verwaltungsbeamter und Politiker (SPD).

## Leben und Beruf
Nach dem Besuch der Volksschule und dem Abschluss der Obersekundareife an der Oberschule war Fritsch von 1938 bis 1941 Inspektoranwärter beim Arbeitsamt in Deggendorf. Er leistete Reichsarbeitsdienst, nahm als Soldat am Zweiten Weltkrieg teil und geriet zuletzt in Gefangenschaft, aus der er im September 1948 entlassen wurde.
Nach seiner Rückkehr aus der Kriegsgefangenschaft war Fritsch zunächst als Angestellter beim Arbeitsamt Deggendorf beschäftigt, bis er 1955 als Verwaltungsinspektor verbeamtet wurde. Außerdem war er Mitglied im Verband der Kriegsbeschädigten, Kriegshinterbliebenen und Sozialrentner Deutschlands.

## Partei
Fritsch war Mitglied der SPD und wurde 1959 zum Ortsverbands- sowie Unterbezirksvorsitzenden der Partei in Deggendorf gewählt.

## Abgeordneter
Fritsch war seit 1952 Ratsmitglied der Stadt Deggendorf und dort Vorsitzender der SPD-Fraktion. Außerdem war er Kreistagsmitglied des Kreises Deggendorf. Dem Deutschen Bundestag gehörte er von 1961 bis 1972 an. Er war stets über die Landesliste der SPD Bayern ins Parlament eingezogen. Von 1969 bis 1972 war er stellvertretender Vorsitzender des Petitionsausschusses.

## Öffentliche Ämter
Fritsch amtierte von Juni 1972 bis April 1978 als Landrat des Kreises Deggendorf.

## Ehrungen
- Goldener Ehrenring der Stadt Deggendorf, 1967
- 1972: Verdienstkreuz 1. Klasse der Bundesrepublik Deutschland
- Bayerischer Verdienstorden

| Personendaten    | Personendaten                                         |
| ---------------- | ----------------------------------------------------- |
| NAME             | Fritsch, Walter                                       |
| KURZBESCHREIBUNG | deutscher Verwaltungsbeamter und Politiker (SPD), MdB |
| GEBURTSDATUM     | 10. Juni 1922                                         |
| GEBURTSORT       | Bernried (Niederbayern)                               |
| STERBEDATUM      | 7. Januar 1991                                        |
| STERBEORT        | Deggendorf                                            |